# Lajeado-Estrela
Lajeado-Estrela is een van de 35 microregio's van de Braziliaanse deelstaat Rio Grande do Sul. Zij ligt in de mesoregio Centro Oriental Rio-Grandense en grenst aan de microregio's Santa Cruz do Sul, Soledade, Guaporé, Caxias do Sul, Montenegro en São Jerônimo. De microregio heeft een oppervlakte van ca. 4.040 km². In 2005 werd het inwoneraantal geschat op 297.270.
Eenendertig gemeenten behoren tot deze microregio:
- Arroio do Meio
- Bom Retiro do Sul
- Boqueirão do Leão
- Canudos do Vale
- Capitão
- Colinas
- Coqueiro Baixo
- Cruzeiro do Sul
- Doutor Ricardo
- Encantado
- Estrela
- Fazenda Vilanova
- Forquetinha
- Imigrante
- Lajeado
- Marques de Souza
- Muçum
- Nova Bréscia
- Paverama
- Pouso Novo
- Progresso
- Relvado
- Roca Sales
- Santa Clara do Sul
- Sério
- Tabaí
- Taquari
- Teutônia
- Travesseiro
- Vespasiano Corrêa
- Westfália

Mesoregio's: Centro Ocidental Rio-Grandense · Centro Oriental Rio-Grandense · Metropolitana de Porto Alegre · Nordeste Rio-Grandense · Noroeste Rio-Grandense · Sudeste Rio-Grandense · Sudoeste Rio-Grandense

Microregio's: Cachoeira do Sul · Camaquã · Campanha Central · Campanha Meridional · Campanha Ocidental · Carazinho · Caxias do Sul · Cerro Largo · Cruz Alta · Erechim · Frederico Westphalen · Gramado-Canela · Guaporé · Ijuí · Jaguarão · Lajeado-Estrela · Litoral Lagunar · Montenegro · Não-Me-Toque · Osório · Passo Fundo · Pelotas · Porto Alegre · Restinga Seca · Sananduva · Santa Cruz do Sul · Santa Maria · Santa Rosa · Santiago · Santo Ângelo · São Jerônimo · Serras de Sudeste · Soledade · Três Passos · Vacaria